# Elephantomyia fumipes
Elephantomyia fumipes är en tvåvingeart som beskrevs av Alexander 1928. Elephantomyia fumipes ingår i släktet Elephantomyia och familjen småharkrankar. Inga underarter finns listade i Catalogue of Life.